# Comté de Creek
Pour les articles homonymes, voir Creek (homonymie).
Le comté de Creek est un comté situé dans l'État de l'Oklahoma aux États-Unis. Le siège du comté est Sapulpa. Selon le recensement de 2000, sa population est de 67 367 habitants.

## Comtés adjacents
- Comté de Pawnee (nord)
- Comté de Tulsa (est)
- Comté d'Okmulgee (sud-est)
- Comté d'Okfuskee (sud)
- Comté de Lincoln (ouest)
- Comté de Payne (nord-ouest)

## Principales villes
- Bristow
- Depew
- Drumright
- Kellyville
- Kiefer
- Lawrence Creek
- Mannford
- Mounds
- Oakhurst
- Oilton
- Sapulpa
- Shamrock
- Slick
- Stroud